# Seven de Sudáfrica 2000
El Seven de Sudáfrica de 2000 fue la segunda edición del torneo sudafricano de rugby 7, fue el primer torneo de la temporada 2000-01 de la Serie Mundial Masculina de Rugby 7.
Se disputó en la instalaciones del ABSA Stadium de Durban.

## Fase de grupos

### Grupo A
| Equipo        | Encuentros | Encuentros | Encuentros | Encuentros | Tantos  | Tantos    | Tantos     | Puntos |
| Equipo        | jugados    | ganados    | empatados  | perdidos   | a favor | en contra | diferencia | Puntos |
| ------------- | ---------- | ---------- | ---------- | ---------- | ------- | --------- | ---------- | ------ |
| Nueva Zelanda | 3          | 3          | 0          | 0          | 106     | 7         | 99         | 9      |
| Francia       | 3          | 2          | 0          | 1          | 53      | 27        | 26         | 7      |
| Portugal      | 3          | 1          | 0          | 2          | 45      | 68        | -23        | 5      |
| Namibia       | 3          | 0          | 0          | 3          | 17      | 119       | -102       | 3      |

Nota: Se otorgan 3 puntos al equipo que gane un partido, 2 al que empate y 1 al que pierda

### Grupo B
| Equipo | Encuentros | Encuentros | Encuentros | Encuentros | Tantos  | Tantos    | Tantos     | Puntos |
| Equipo | jugados    | ganados    | empatados  | perdidos   | a favor | en contra | diferencia | Puntos |
| ------ | ---------- | ---------- | ---------- | ---------- | ------- | --------- | ---------- | ------ |
| Fiyi   | 3          | 3          | 0          | 0          | 59      | 20        | 39         | 9      |
| Canadá | 3          | 2          | 0          | 1          | 41      | 29        | 12         | 7      |
| Gales  | 3          | 1          | 0          | 2          | 34      | 32        | 2          | 5      |
| Kenia  | 3          | 0          | 0          | 3          | 12      | 65        | -53        | 3      |

### Grupo C
| Equipo     | Encuentros | Encuentros | Encuentros | Encuentros | Tantos  | Tantos    | Tantos     | Puntos |
| Equipo     | jugados    | ganados    | empatados  | perdidos   | a favor | en contra | diferencia | Puntos |
| ---------- | ---------- | ---------- | ---------- | ---------- | ------- | --------- | ---------- | ------ |
| Australia  | 3          | 3          | 0          | 0          | 88      | 22        | 66         | 9      |
| Argentina  | 3          | 2          | 0          | 1          | 69      | 43        | 26         | 7      |
| Zimbabue   | 3          | 1          | 0          | 2          | 42      | 64        | -22        | 5      |
| Inglaterra | 3          | 0          | 0          | 3          | 12      | 82        | -70        | 3      |

### Grupo D
| Equipo    | Encuentros | Encuentros | Encuentros | Encuentros | Tantos  | Tantos    | Tantos     | Puntos |
| Equipo    | jugados    | ganados    | empatados  | perdidos   | a favor | en contra | diferencia | Puntos |
| --------- | ---------- | ---------- | ---------- | ---------- | ------- | --------- | ---------- | ------ |
| Samoa     | 3          | 3          | 0          | 0          | 74      | 10        | 64         | 9      |
| Sudáfrica | 3          | 2          | 0          | 1          | 58      | 26        | 32         | 7      |
| Georgia   | 3          | 1          | 0          | 2          | 7       | 51        | -44        | 5      |
| Marruecos | 3          | 0          | 0          | 3          | 15      | 67        | -52        | 3      |

## Fase Final

### Cuartos de final
| 19 de noviembre | Nueva Zelanda | 21 - 12 | Canadá |  |  |

| 19 de noviembre | Argentina | 17 - 14 | Samoa |  |  |

| 19 de noviembre | Australia | 19 - 12 | Sudáfrica |  |  |

| 19 de noviembre | Fiyi | 12 - 0 | Francia |  |  |

### Semifinal
| 19 de noviembre | Nueva Zelanda | 40 - 0 | Argentina |  |  |

| 19 de noviembre | Australia | 5 - 10 | Fiyi |  |  |

### Final
| 19 de noviembre | Nueva Zelanda | 34 - 5 | Fiyi |  |  |

| Bandera de Nueva Zelanda |
| Campeón Nueva Zelanda    |
| 1º título del circuito   |